# Tameside
Tameside è un borgo metropolitano della Grande Manchester, Inghilterra, Regno Unito, con sede a Ashton-under-Lyne.
Il distretto fu creato con il Local Government Act 1972, il 1º aprile 1974 dalla fusione dei precedenti distretti urbani di Ashton-under-Lyne, Mossley, Stalybridge, Hyde e Dukinfield con i distretti urbani di Audenshaw, Denton, Droylsden e Longdendale.

## Località e parrocchie
Le località del distretto includono:
- Ashton-under-Lyne, Audenshaw
- Broadbottom
- Carrbrook, Copley
- Denton, Droylsden, Dukinfield
- Flowery Field
- Gee Cross, Godley, Godley Green, Guide Bridge
- Hartshead Green, Hattersley, Haughton Green, Hazelhurst, Hollingworth, Hyde
- Landslow Green, Luzley
- Millbrook, Mossley, Mottram in Longdendale
- Newton
- Park Bridge
- Roe Cross
- Stalybridge
- Warhill, Woolley Bridge

L'unica parrocchia civile è Mossley.